# Place Jean-Paul-Sartre-et-Simone-de-Beauvoir
La place Jean-Paul-Sartre-et-Simone-de-Beauvoir, ou place Sartre-Beauvoir, est une voie située à Saint-Germain-des-Prés, dans le 6e arrondissement de Paris (France).

## Situation et accès
Cette place, accessible à la circulation, représente la portion du boulevard Saint-Germain comprise entre la place Saint-Germain-des-Prés et la place du Québec d'une part, et la rue Saint-Benoît et la rue de Rennes d'autre part.
Située face au café Les Deux Magots, dont Sartre et de Beauvoir étaient des clients quotidiens, elle forme un quadrilatère bordé sur ses quatre côtés par des passages piétons et est desservie par la station de métro Saint-Germain-des-Prés,.

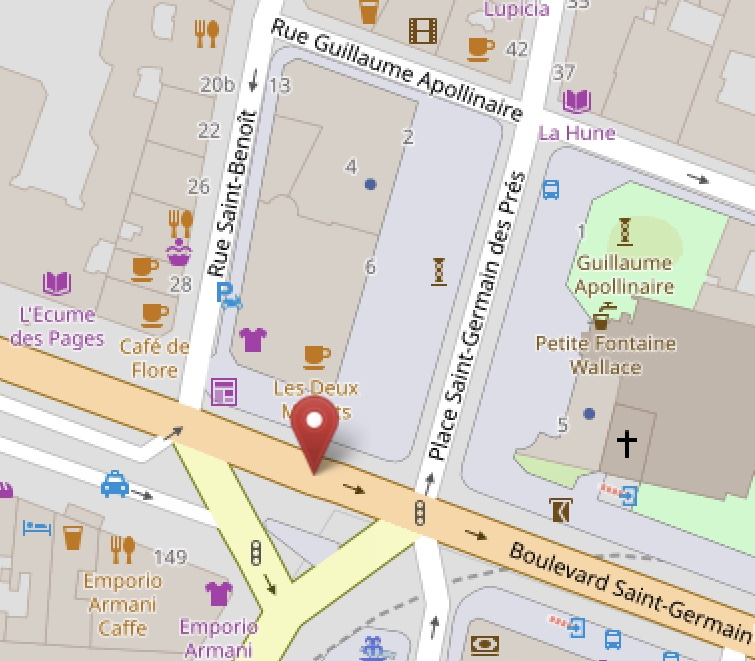
Plan du quartier et indicateur géographique.

## Origine du nom

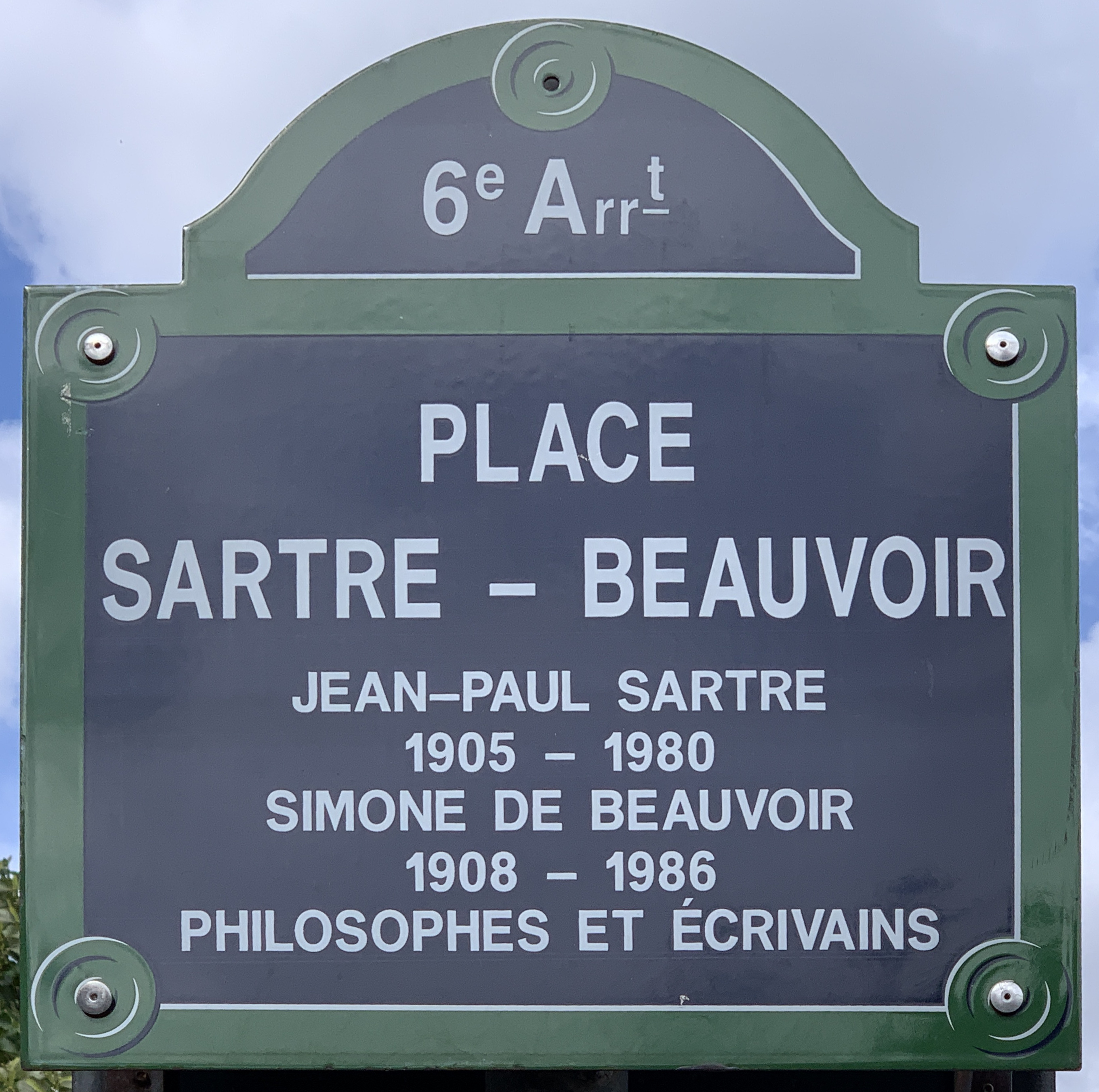
Plaque de la place.

La place porte le nom des philosophes Jean-Paul Sartre (1905-1980) et Simone de Beauvoir (1908-1986), qui rappelle leur fréquentation assidue du quartier, notamment du café Les Deux Magots, qui donne sur la place. Par ailleurs, Sartre habitait non loin de là, 42 rue Bonaparte.

## Historique
Le 27 mars 2000, le Conseil de Paris décide de cette dénomination. La place est inaugurée par le maire de Paris Jean Tiberi le 11 avril de la même année, en présence de Sylvie Le Bon, Claude Lanzmann, Régis Debray, Pierre Bergé et encore Bertrand Poirot-Delpech.